# Bruilweering
Bruilweering of De Bruilweering is een streek op de grens van Drenthe (Eelderwolde) en Groningen bij de gemeente Groningen.

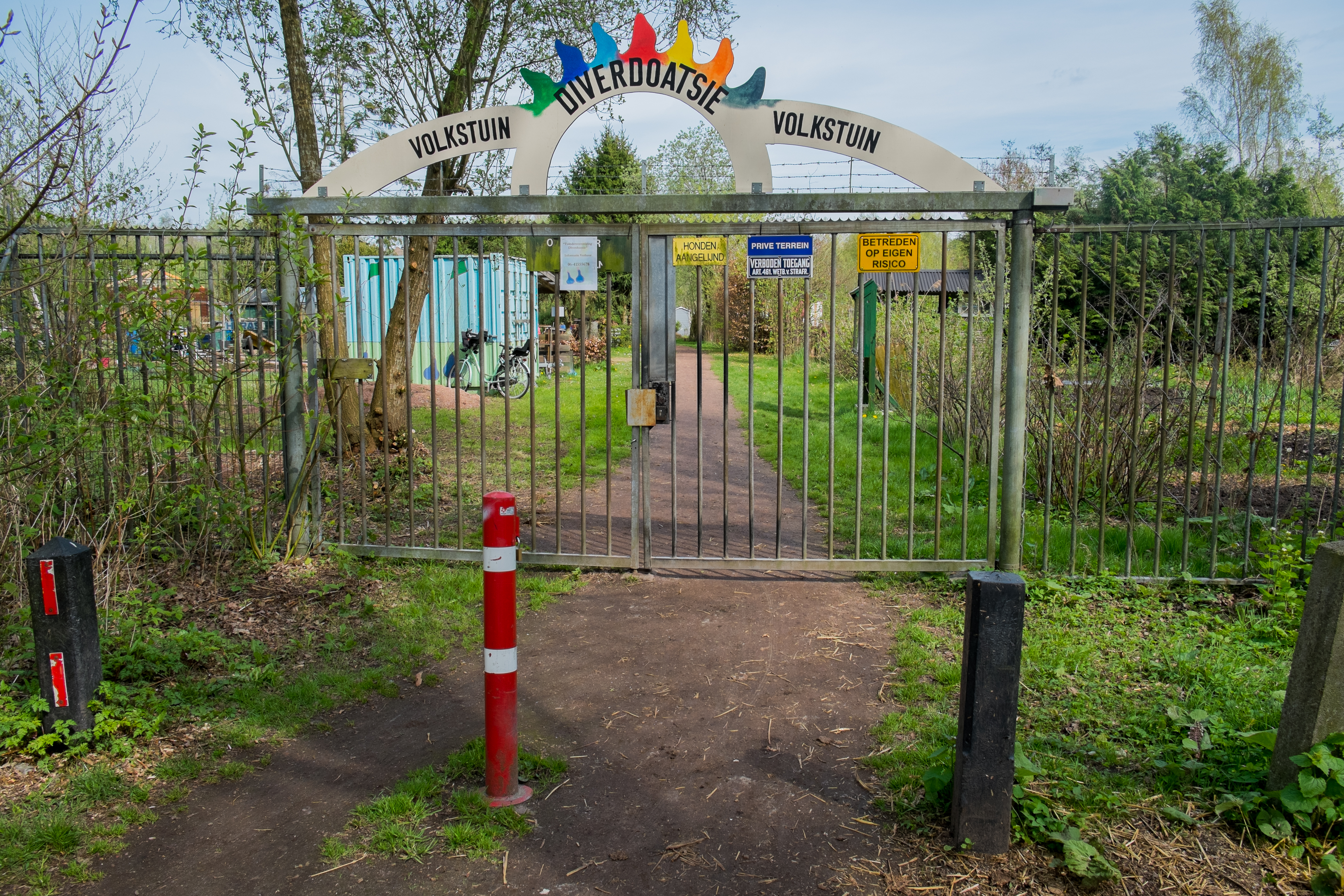
Ingang naar volkstuincomplex Diverdoatsie bij Bruilweering

Het ligt ten zuidwesten van het Stadspark in Groningen. De naam is ofwel afgeleid van de familienaam Broils of van bruil (drassig land) met het achtervoegsel weering (dijk). Het gebied bestaat uit een venige ondergrond dat zich uitstrekt tot aan het Peizerdiep.
In dit gebied bevindt zich een volkstuincomplex, dat met dezelfde naam wordt aangeduid. Sinds begin 2005 is het Groninger gedeelte regelmatig in het nieuws vanwege onenigheid tussen bewoners en de gemeente Groningen. De gemeente wil een einde maken aan permanente bewoning en illegale bebouwing op dit terrein, de bewoners vinden dit onterecht omdat het jarenlang is gedoogd.
1. ↑  Inclusief het A-kwartier, Academiekwartier, Bisschopskwartier en Ebbingekluft
2. ↑  Inclusief Ruskenveen
3. ↑  Euvelgunne en Roodehaan zijn onderdeel van de MEER-dorpen, maar vallen onder de wijk Zuidoost
4. ↑  Inclusief de subbuurten De Wierden (waaronder het bouwblok Heemwerd), Rietlanden en Reitdiephaven
5. ↑  Voorheen Korrewegwijk genoemd
6. ↑  Voorheen Korrewegbuurt genoemd

Dorpen: Bunne · De Groeve · De Punt · Donderen · Eelde · Eelderwolde · Midlaren · Oudemolen · Paterswolde (deels) · Taarlo · Tynaarlo · Vries · Winde · Yde · Zeegse · Zeijen · Zuidlaarderveen · Zuidlaren (Schuilingsoord · Westlaren)

Buurtschappen: Bokkenstreek · Bruilweering (deels) · Halfweg · Luchtenburg · Oosterbroek · Plankensloot · Schelfhorst · Zuideinde

Drenthe: Steden en dorpen      Nederland: Provincies · Gemeenten